# معركة القصير (2013)
معركة القصير هي معركة عسكرية بين الجيش السوري وحزب الله من جهة وقوات المعارضة السورية أهمها الجيش السوري الحر وجبهة النصرة من جهة أخرى، وقد استمرت 18 يوماً وانتهت بسيطرة الجيش السوري على المدينة.
قبل الهجوم القت القوات الجوية السورية منشورات فوق القصير لتحذير السكان من أن القوات الحكومية تنوي مهاجمة المدينة وهذا أدى إلى فرار الآلاف من المدنيين  ولكن بقيّ قرابة 25 ألف من السكان ، كما حذّر اللواء سليم إدريس ، رئيس قيادة الأركان المشتركة للجيش السوري الحر من «مجزرة» إذا حاول الجيش السوري وحزب الله الاستيلاء على البلدة.

## المعركة

### الاسبوع الأول
في يوم 19 مايو وبعد يومين من الهدوء بدأ الجيش السوري قصف القصير بالطائرات والمدفعية وقذائف الهاون في الساعات الأولى من صباح اليوم مما أسفر عن مقتل 20 شخصا بينهم 11 من المسلحين وفي وقت لاحق من نفس اليوم، بدأ اقتحام الجيش السوري المدعوم من قبل العشرات من حزب الله المدينة من عدة اتجاهات واحتدم القتال العنيف حول مداخل المدينة  بينما شوهدت المروحيات تقصف حي تضرر بشدة في فيديو تم تحميله على شبكة الإنترنت. في حين تم الإبلاغ عن اشتباكات في تسع نقاط في القصير وحولها خلال النهار.
في وقت لاحق من نفس اليوم قال مصدر عسكري أن القوات السورية دخلت إلى وسط المدينة، وتم الاستيلاء على الميدان الرئيسي في المدينة ومبنى بلديتها. ونفى أحد نشطاء الميليشيات المسلحة ان القوات الحكومية حققت مكاسب، وذكر أن مبنى البلدية قد تم تدميره بالفعل قبل ستة أشهر. وأفاد أيضا أن 17 منزلا دمرت في القصف في الصباح الباكر. ومع ذلك، أكد ناشط معارض آخر في نهاية اليوم أن الجيش كان قد استولى على مبنى البلدية وفرض سيطرته على 60٪ من المدينة.

### الإسبوع الثاني
في 27 مايو، قتلت يارا عباس، مراسلة التلفزيون السوري بنيران قناصة المعارضة أثناء تغطيتها القتال في القاعدة الجوية، شمال مدينة القصير.
استولت قوات الجيش وحزب الله على بلدة الحميدية شمال القصير بعد اشتباكات عنيفة. والقتال تحول إلى قرية حارة التركمان حيث كان يحاول الجيش وضع القصير تحت «حصار تام»

## الضحايا
431  -500 +  قتلوا من المعارضة وأصيب 1,000، وفقا لمصادر في المعارضة. ووفقا للحكومة السورية، فقد قتل 1,257 من المعارضة، وأصيب 1,192 وتم القبض على 1,000.
وقتل تسعة مقاتلين مع المعارضة يحملون الجنسية اللبنانية  ستة فلسطينيين  وواحد بحريني  كما قتل العديد من قادة المعارضة 
بينما قتل من 75-110 من مقاتلي حزب الله، ومن بين أعضاء حزب الله الذين قتلوا كان القائد فادي جزر وتم الإبلاغ أن 12 جنديا حكوميا ومن قوات الدفاع الوطني قتلوا في اليوم الأول من المعركة وقتل 11 اخرين وجرح 25 آخرين خلال اليوم الأخير.

## الأهمية الإستراتيجية
اعتبرت المعركة في القصير حاسمة من كلا الجانبين في الصراع، بالنسبة للحكومة السورية وحزب الله، فإن السيطرة على سيسمح للحكومة السورية لربط حمص ودمشق ، وتعزيز السيطرة على حمص وربط قوات الجيش إلى ساحل البحر الأبيض المتوسط وميناء طرطوس . وأما حزب الله فمن أجل حماية مؤيديه في لبنان من هجمات المعارضة، كما أن القصير هي طريق مهم للإمدادات الرئيسية من لبنان وكذلك المقاتلين السنة اللبنانيين الذين يعبرون الحدود للقتال إلى جانب الثوار في سوريا. في الماضي كانت المعارضة تسلك أيضا هذا الطريق للعبور إلى لبنان لتجنب القوات الحكومية 

## ردود الفعل
- الولايات المتحدة: أدانت سيطرة قوات الجيش السوري على مدينة القصير ووجود حزب الله في المدينة.
- إيران: هنأت الحكومة الإيرانية في موقف رسمي الجيش السوري والسكان المحليين بسيطرة الجيش السوري على المدينة.[39]